# Jusheyhoea ryukyuensis
Jusheyhoea ryukyuensis is een eenoogkreeftjessoort uit de familie van de Chondracanthidae. De wetenschappelijke naam van de soort is voor het eerst geldig gepubliceerd in 1994 door Ho.